# Sergueï Grigorievitch Stroganov
Baron Sergueï Grigorievitch Stroganov, (en alphabet cyrillique : Барон Сергей Григорьевич Строганов né en 1707 à Moscou, décédé le 30 septembre 1756. Chambellan, lieutenant-général, grand collectionneur de tableaux, il fit construire le fameux palais Stroganov à Saint-Pétersbourg.

## Biographie
En 1722, Sergueï Grigorievitch Stroganov fut, avec ses frères Aleksandr Grigorievitch et Nikolaï Grigorievitch élevé à la dignité de baron. Il obtint également la fonction de chambellan. Le 1er octobre 1754, jour de la naissance du tsarévitch Pavel Petrovitch de Russie, bénéficiant de faveurs à la cour de l'impératrice Élisabeth Ire de Russie, baron fut promu lieutenant-général, en outre, il fut décoré de l'Ordre de Sainte-Anne (1re classe), de l'ordre Alexandre Nevski.
En 1735, il épousa Sofia Kirillovna Narychkina, le 14 janvier 1733 naquit leur premier enfant : Alexandre Sergueïevitch, en 1736, la famille Stroganov fêta l'arrivée d'une petite fille nommée Maria Sergueïevna, en 1737, Anastasia Sergueïevna vint agrandir le cercle de la famille Stroganov, mais elle ne vécut que quelques mois. La même année décéda Sofia kirillovna Narychkina, après le décès de son épouse, Alexandre Grigorievitch se consacra à l'éducation de son fils. Lorsque Alexandre Sergueïevitch atteignit ses 19 ans, estimant qu'une éducation à domicile se révélait insuffisante, le baron envoya son fils étudier à l'étranger. Le 24 mars 1752, porteur de lettres de recommandation et accompagné de son tuteur, le jeune Alexandre Sergueïevitch partit pour l'étranger. Il resta éloigné de sa terre natale pendant quatre années.

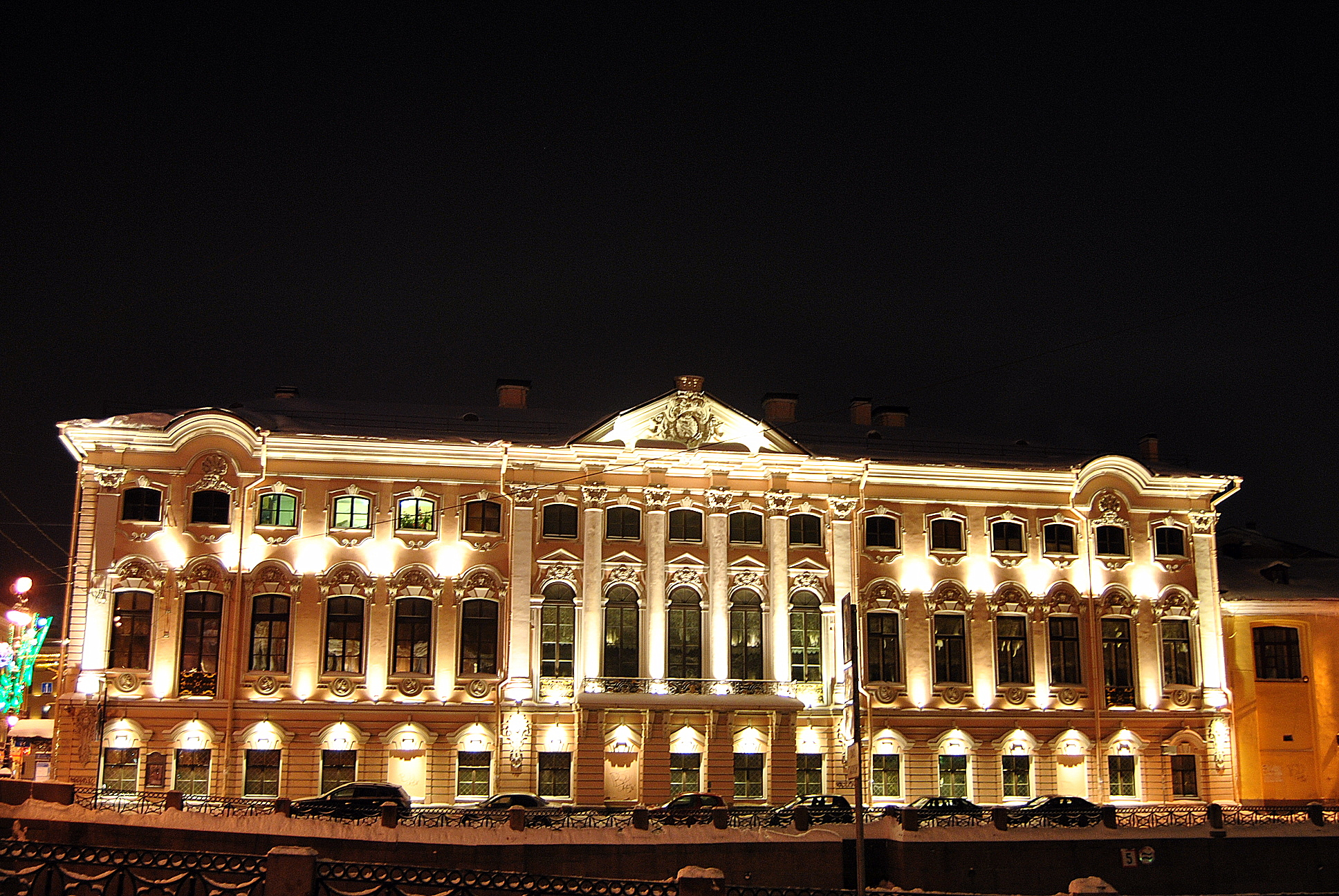
Le palais Stroganov

Entre-temps, le baron termina la construction du fastueux palais Stroganov à Saint-Pétersbourg au 37 Perspective Nevski, puis, il exhorta son fils à rentrer en Russie, hormis l'impatience de revoir Alexandre Grigorievitch après tant d'années de séparation, il avait également l'intention de le marier. Son choix s'arrêta sur la princesse Anna Mikhaïlovna Vorontsova, fille du vice-chancelier Mikhaïl Illarionovitch Vorontsov (1714-1767), son choix fut principalement orienté par l'impératrice Élisabeth Ire et la famille Vorontsov.
Selon ses contemporains, le baron fut un homme bon et bienveillant, aimant profondément son fils, désirant lui donner une solide éducation. Il aima le faste.

### Le collectionneur
Passionné d'art, le baron dépensa des sommes considérables pour l'acquisition d'œuvres d'art, il amorça les bases de la galerie de peintures exposées dans le palais Stroganov, celle-ci au fil du temps acquit une grande renommée.

### Décès et inhumation
Le baron Sergueï Grigorievitch Stroganov s'éteignit le 30 septembre 1756, il fut inhumé au monastère Saint-Alexandre-Nevski à Saint-Pétersbourg.

### Famille
Fils de Grigori Dmitrievitch Stroganov et de Maria Iakovlevna Novosiltseva. En 1732, il épousa Sofia Kirillovna Narychkina, décédée le 7 mai 1737.
De cette union naquirent trois enfants :
- Alexandre Sergueïevitch Stroganov : (1733-1811)
- Maria Sergueïevna Stroganova : (1736-1768), en 1768, elle épousa Nikolaï Ustonovitch Novosiltsev (1707-1768).
- Anastasia Sergueïevna Stroganova : (1737)[2].